# Église Saint-Renaud

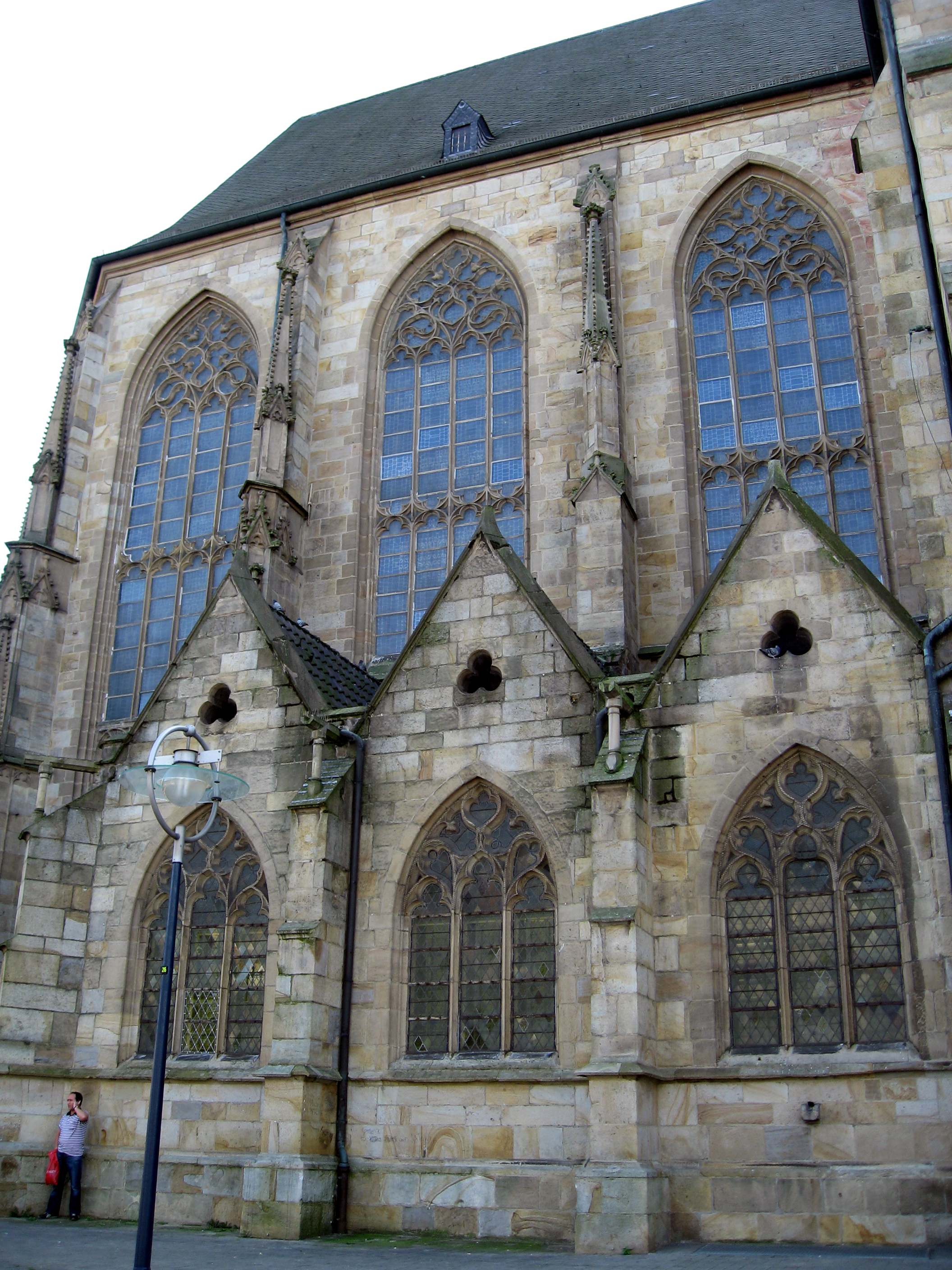
Chœur de l'église Saint-Renaud.

L’église de Saint Renaud (en allemand Reinoldikirche) est la principale église de Dortmund. Les reliques de saint Renaud de Montauban y auraient été transportées.

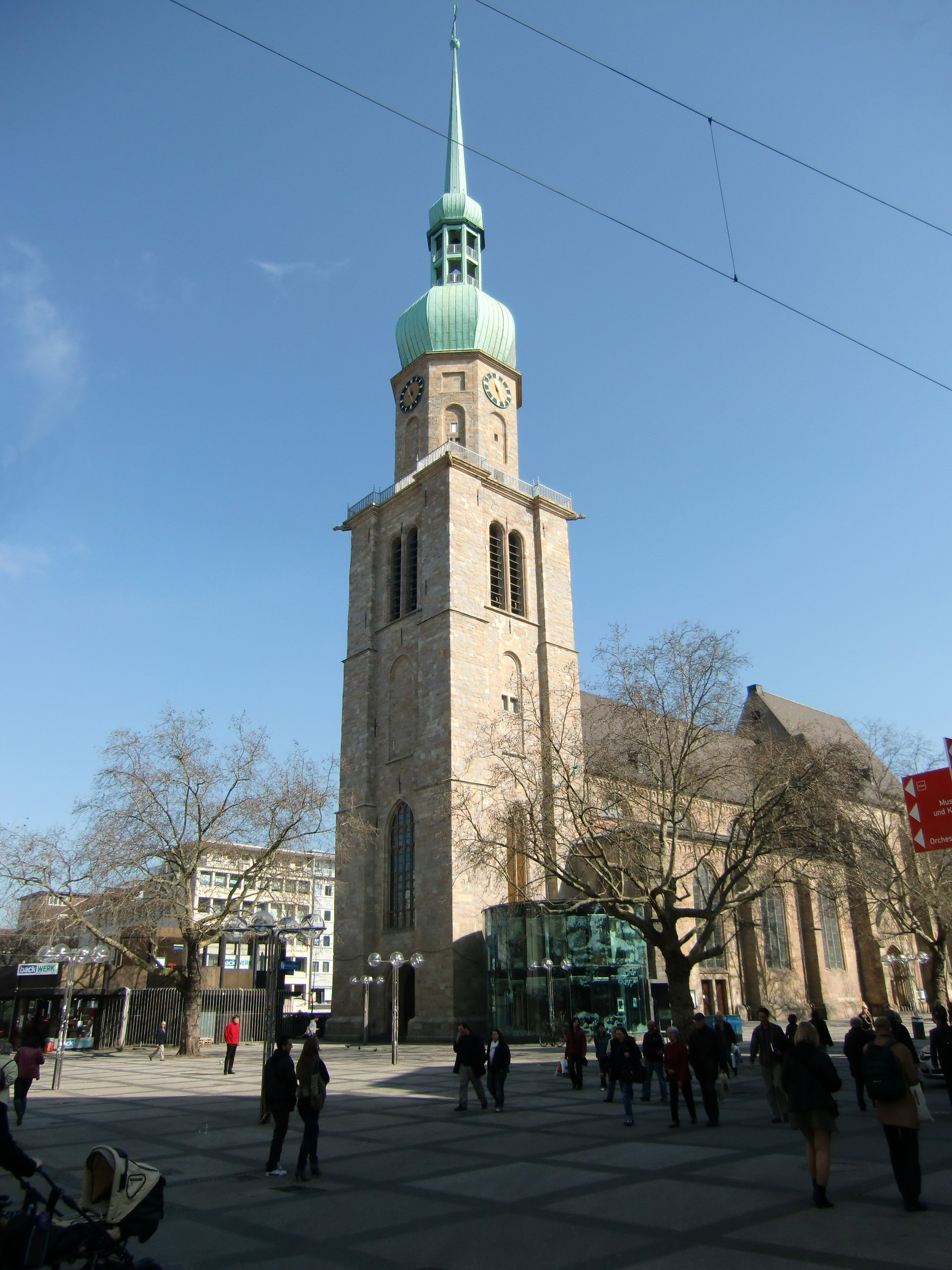
Aperçu de l'église

## Articles connexex
- Liste des églises les plus hautes